# テロライザー
テロライザー（Terrorizer）は、1986年にアメリカのカリフォルニア州ロサンゼルスで結成されたグラインドコアまたはデスメタル・バンドである。
グラインドコアというジャンルの確立に大きく貢献したバンドの1つであり、デスメタル・バンドのモービッド・エンジェルや、グラインドコア・バンドのナパーム・デス、ノウジアのメンバーが在籍していたことでも有名である。

## 略歴
1986年に結成。3枚のデモやEPをリリースし、3年後の1989年にファースト・アルバムでグラインドコアの原型ともいえる『ワールド・ダウンフォール』をイヤーエイク・レコードからリリースする。しかし直後にメンバーの脱退が相次ぎ解散してしまう。
長い期間を経て2003年に再結成すると、2006年にはセカンド・アルバム『ダーカー・デイズ・アヘッド』をセンチュリー・メディア・レコードからリリースする。しかし、直後にギタリストのジェシー・ピンタードが糖尿病の合併症により亡くってしまったため再び活動を休止する。
ジェシー・ピンタードの死により、もう再結成することはないと思われていたが、ジェシーの後任としてこのジャンルでは珍しい女性ギタリストのケイト・カルチャーが加入し、2009年に再結成された。2012年、サード・アルバム『ホーズ・オブ・ゾンビーズ』をリリースした。
2012年11月にピート・サンドヴァルは4枚目のアルバムのために作曲を始めていると発表している。しかし、2013年にアンソニー・レズホーク、ケイト・カルチャーが脱退し、リー・ハリソンとサム・モリナが加入した。
2016年、「LOUD PARK 16」にて初来日を果たす。

## メンバー

### 現在のメンバー
- リー・ハリソン (Lee Harrison) - ギター (2013年–現在)
- サム・モリナ (Sam Molina) - ボーカル、ベース (2013年–現在)
- ピート・サンドヴァル (Pete Sandoval) - ドラムス (1987年–1989年、2005年–現在)

2013年にモービッド・エンジェルを脱退した。

### 旧メンバー
- オスカー・ガルシア (Oscar Garcia) - ボーカル、ギター (1986年–1989年)

ノウジアでも活動。
- ジェシー・ピンタード (Jesse Pintado) - ギター (1986年–1989年、2005年–2006年) ※2006年死去

2006年8月27日逝去。ナパーム・デス、ロック・アップ、ブルヘリアでも活動。
- トニー・ノーマン (Tony Norman) - ギター、ベース (2005年–2006年、2009年–2011年)
- アルフレッド・ガーヴェイ・エストラダ (Alfred "Garvey" Estrada) - ベース (1986年–1988年)

ノウジアでも活動。
- アンソニー・ウルフ・レズホーク (Anthony "Wolf" Rezhawk) - ボーカル (2005年–2006年、2009年–2013年)
- ケイト・カルチャー (Katina "Kate" Culture) - ギター (2009年–2013年)
- デイヴィッド・ヴィンセント (David Vincent) - ベース (1989年、2011年–2013年)

モービッド・エンジェルでも活動。

## ディスコグラフィ

### スタジオ・アルバム
- 『ワールド・ダウンフォール』 - World Downfall (1989年)
- 『ダーカー・デイズ・アヘッド』 - Darker Days Ahead (2006年)
- 『ホーズ・オブ・ゾンビーズ』 - Hordes of Zombies (2012年)
- Caustic Attack (2018年)

### スプリット・アルバム
- Terrorizer / Nausea (1988年) ※ノウジアとのスプリット盤

### デモ・アルバム
- Nightmares (1987年)
- Demo '87 (1988年)